# Gulyás Buda
Gulyás Buda (Budapest, 1949. július 3. –) Balázs Béla-díjas magyar operatőr, egyetemi tanár.

## Életpályája
1969-1972 között műszaki fotózással foglalkozott. 1971-1991 között a Magyar Televízióban dolgozott, előbb mint kameraman, majd vezető operatőrként. 1976-1979 között a Színház- és Filmművészeti Főiskola kameraman szakos hallgatója volt. 1992-től szabadúszó. A Színház és Filmművészeti Egyetem tanára.
Felesége Gór Nagy Mária színésznő, akivel 1981-ben kötött házasságot.

## Főbb operatőri munkái
- Csúzli (1978-1981)
- Linda (1989)
- Angyalbőrben (1990-1991)
- Hamis a baba (1991)
- Privát kopó (1993)
- A három testőr Afrikában (1996)
- Família Kft. (1991-1998)
- Komédiások (2000)
- Csak szex és más semmi (2005)
- Szabadság, szerelem (2006)
- Megy a gőzös (2007)
- Zsaruvér és csigavér 3: A szerencse fia (2008)
- Kaméleon (2008)

## Díjai és kitüntetései
- Balázs Béla-díj (2006)
- A Magyar Filmakadémia életműdíja (2024)[5]